# Liste der Kulturdenkmale in Sachsen-Anhalt
In der Liste der Kulturdenkmale in Sachsen-Anhalt sind die Kulturdenkmale im deutschen Bundesland Sachsen-Anhalt aufgelistet.
Grundlage der Einzellisten sind die in den jeweiligen Listen angegebenen Quellen. Die Angaben in den einzelnen Listen ersetzen nicht die rechtsverbindliche Auskunft der zuständigen Denkmalschutzbehörde. Die erforderlichen Denkmaleigenschaften werden im Denkmalschutzgesetz des Landes Sachsen-Anhalt festgeschrieben.
Das Denkmalinformationssystem des Landes Sachsen-Anhalt ist das zentrale Fachinformationssystem für die Denkmalpflege. Darin sind rund 36.000 Baudenkmale und archäologische Kulturdenkmale eingetragen, sortiert nach verschiedenen Denkmalkategorien.

## Aufteilung
Wegen der großen Anzahl von Kulturdenkmalen in Sachsen-Anhalt ist diese Liste in Teillisten aufgeteilt, sortiert nach den elf Landkreisen und drei kreisfreien Städten.
- Liste der Kulturdenkmale im Altmarkkreis Salzwedel
- Liste der Kulturdenkmale im Landkreis Anhalt-Bitterfeld
- Liste der Kulturdenkmale im Landkreis Börde
- Liste der Kulturdenkmale im Burgenlandkreis
- Liste der Kulturdenkmale in Dessau-Roßlau
- Liste der Kulturdenkmale in Halle (Saale)
- Liste der Kulturdenkmale im Landkreis Harz
- Liste der Kulturdenkmale im Landkreis Jerichower Land
- Liste der Kulturdenkmale in Magdeburg
- Liste der Kulturdenkmale im Landkreis Mansfeld-Südharz
- Liste der Kulturdenkmale im Saalekreis
- Liste der Kulturdenkmale im Salzlandkreis
- Liste der Kulturdenkmale im Landkreis Stendal
- Liste der Kulturdenkmale im Landkreis Wittenberg